# Op 12
Pour les articles homonymes, voir 12.
Op 12 (prononcé « Op twaalf », littéralement, en néerlandais, « sur 12 ») était le label des programmes de soirée diffusés sur le troisième canal de télévision de la VRT, la radio-télévision publique de la Communauté flamande de Belgique. Lancé le 1er mai 2012, il s'est arrêté le 31 décembre 2014. 
Ce nom faisait référence au numéro du canal pour la majorité des téléspectateurs abonnés à un système de télévision numérique.

## Diffusion
En journée, le troisième canal de la VRT diffusait les émissions pour enfants de Ketnet. À partir de 20h, et selon l'actualité, ce canal pouvait diffuser les émissions sportives de Sporza sous le nom de Sporza op 12 ou des émissions à destination des jeunes adultes sous les noms MNM op 12 ou Studio Brussel op 12. Des émissions à destination des étrangers résidant en région flamande devaient compléter l'offre.

## Histoire
Jusqu'au 1er mai 2012 Ketnet et Canvas se partageaient le deuxième canal de la VRT, anciennement TV2. Depuis Canvas reprend les heures libérées par Ketnet sur le deuxième canal pour diffuser ses programmes dès le début de l'après midi.
Le 31 décembre 2014, les derniers programmes d'Op 12 furent diffusés. Dès le 1er janvier 2015, le troisième canal de la VRT ne contenait plus que les programmes de Ketnet en journée, ainsi que des programmes en complément des deux premières chaînes du groupe, Één et Canvas, sous les noms respectifs de « Één + » et « Canvas + ».

### Un canal sans nom ni logo
La troisième chaîne de la VRT ne se nommait pas Op 12 et ne possède ni nom ni marque propres. La VRT parle uniquement de son derde kanaal (« troisième canal »). 
Dépourvu de nom, d'identité propre et de logo ne s'agit pas non plus d'une chaîne en tant que telle mais bien d'un label qui indique sur quel canal sont diffusés les émissions des chaînes de la VRT se partageant ce canal. Dans le cas des émissions sportives de Sporza, la précision est nécessaire car ils peuvent également se retrouver sur één ou Canvas (Sporza op één, Sporza op Canvas ou Sporza op 12).
Depuis la scission de BRTN TV2 en Canvas et Ketnet en 1998, la deuxième chaîne de la VRT n'avait plus non plus d'identité propre en dehors des deux nouvelles entités. La VRT prolonge en ce sens une politique déjà ancienne qui base davantage sa communication commerciale sur des chaînes marques correspondant au contenus et publics cibles de ses émissions télévisées plutôt que sur ses canaux en tant que tels.